# Valframbert
Valframbert település Franciaországban, Orne megyében. Lakosainak száma 1699 fő (2022. január 1.). Valframbert Alençon, Cerisé, Colombiers, Damigny, Écouves, Semallé és Chenay községekkel határos.

## Népesség
A település népessége az elmúlt években az alábbi módon változott:
| Lakosok száma | 1543 | 1697 | 1766 | 1779 | 1771 | 1768 | 1760 | 1721 | 1699 |
|               | 2013 | 2015 | 2016 | 2017 | 2018 | 2019 | 2020 | 2021 | 2022 |